# Neo blu

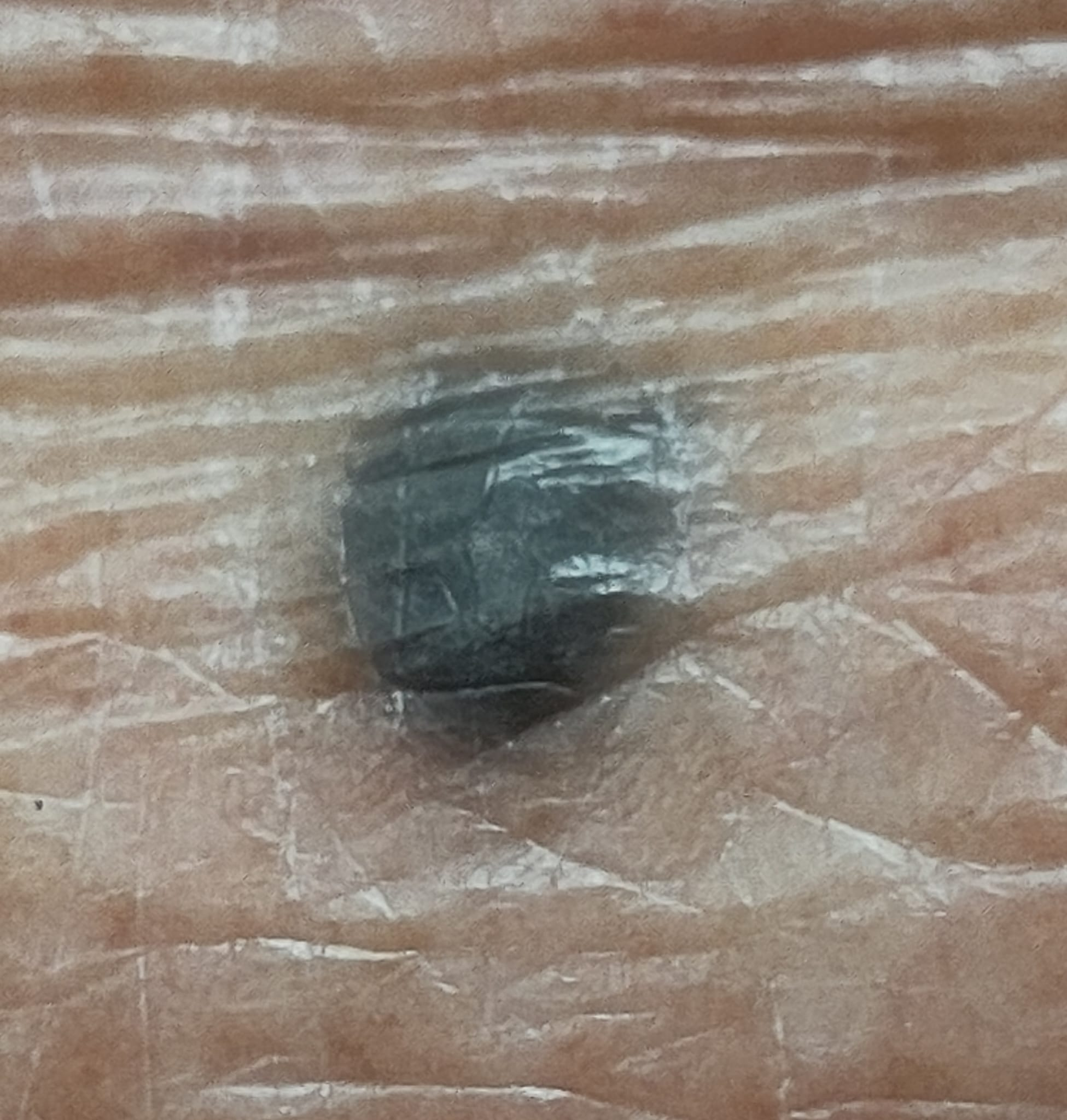
Neo blu

Il neo blu è un tipo di neo melanocitico. È una lesione benigna ma può mimare una lesione maligna come il melanoma con il quale deve essere posto in diagnosi differenziale. La sua presentazione tipica è una macula piana o rilevata, con margini non perfettamente regolari, tipicamente si localizza nel cuoio capelluto, nel collo, nel dorso di mani e piedi, nell’osso sacro e nel palato duro. Ha un picco di incidenza nell’infanzia e nell’adolescenza. Sono presenti varianti come la forma sclerosante e la forma epitelioide. Il colore bluastro è dato dall'effetto Tyndall.
Istologicamente la popolazione cellulare ha un aspetto dendritico con nuclei piccoli ed ipercromici e può essere presente fibrosi stromale. 
A livello genetico sono state evidenziate mutazioni sui geni GNAQ e GNA11, coinvolti nella via della MAPK.